# Фирсов, Николай Александрович
Николай Александрович Фирсов (1922—2007) — полковник Советской Армии, участник Великой Отечественной войны, Герой Советского Союза (1945).

## Биография
Николай Фирсов родился 3 декабря 1922 года в городе Фатеж (ныне — Курская область). Окончил десять классов школы. В октябре 1940 года Фирсов был призван на службу в Рабоче-крестьянскую Красную Армию. В октябре 1941 года он окончил Ульяновское танковое училище. С августа 1942 года — на фронтах Великой Отечественной войны. В боях два раза был ранен.
К июлю 1944 года старший техник-лейтенант Николай Фирсов командовал танковой ротой 198-го танкового полка 6-й гвардейской кавалерийской дивизии 3-го гвардейского кавалерийского корпуса 3-го Белорусского фронта. Отличился во время освобождения Польши. 25 июля 1944 года во время боя за польскую деревню Червоный Луг рота Фирсова нанесла противнику большие потери. В тот же день в бою за деревню Гута танкисты Фирсова подбили 3 немецких танка. 28 июля 1944 года, захватив немецкий танк, Фирсов пробрался в немецкий тыл и уничтожил 3 БТР, радиостанцию и несколько десятков солдат и офицеров противника, что позволило полку освободить населённый пункт Парны-Бруд в районе Белостока.
Указом Президиума Верховного Совета СССР от 24 марта 1945 года за «образцовое выполнение боевых заданий командования на фронте борьбы с немецкими захватчиками и проявленные при этом мужество и героизм» старший техник-лейтенант Николай Фирсов был удостоен высокого звания Героя Советского Союза с вручением ордена Ленина и медали «Золотая Звезда» за номером 5504.
После окончания войны Фирсов продолжил службу в Советской Армии. В 1949 году он окончил Ленинградскую высшую офицерскую бронетанковую школу, в 1957 году — Военную академию бронетанковых войск, в 1970 году — курсы при Военной академии имени М. В. Фрунзе. В 1974 году в звании полковника Фирсов был уволен в запас. Проживал и работал в Запорожье. 
Скончался 28 мая 2007 года, похоронен на Капустяном кладбище Запорожья.
Был также награждён орденом Красного Знамени, двумя орденами Отечественной войны 1-й степени, орденом Отечественной войны 2-й степени, двумя орденами Красной Звезды, орденом «Знак Почёта» и рядом медалей.